# 제베
제베(몽골어: ᠵᠡᠪ ᠡ ǰebe, 한국 한자: 哲別 철별, 1137년 ~ 1223년 5월 23일)는 사구 중 한명으로 베수트씨족 출신이며 몽골 제국의 개국공신이다. 제베라는 이름은 칭기즈칸에게 하사받은 것이며 본명은 지르고가타이이다. 제베라는 이름은 몽골어로 화살이라는 뜻이다. 나이는 많았지만 궁술 실력이 매우 뛰어났다.

## 생애
제베는 베수트씨족 출신이며 칭기즈칸의 장수가 되기 전에는 타이치우드족 족장인 타르구타이의 부하였다. 또한 1201년에 칭기즈칸이 자무카와 연합한 타이치우드족을 정복하러 갔을때는 칭기즈칸과 대적했으며 칭기즈칸에게 화살을 쏴서 큰 부상을 입혔다. 그러나 타이치우드족이 패배하자 항복하여 칭기즈칸의 수하가 된다. 그 후에 사구가 되어 칭기즈칸의 정복전쟁에서 많은 공을 세운다. 중앙아시아 원정 때에도 수부타이와 함께 러시아의 킵차크인의 영지를 침공하고 러시아 제후의 연합군을 격파하는 등 많은 공을 세웠다. 1223년에 몽골로 돌아가다가 병사하였다.

## 같이 보기
- 사준사구
- 무칼리
- 보로클
- 보오르추
- 치라운
- 쿠빌라이
- 수부타이
- 젤메